# Aťka Janoušková
Aťka Janoušková (Prága, 1930. március 16. – Strašnice vagy Prága, 2019. március 7.) cseh színésznő, szinkronszínész.

## Filmjei
- Robot Emil (1960, tv-sorozat, egy epizódban)
- Deváté jméno (1964, hang)
- Sedm zen Alfonse Karáska (1967, tv-film)
- Maja, a méhecske (1975, tv-sorozat, hang, cseh szinkron)
- Éljenek a kísértetek! (At zijí duchové!) (1977, hang)
- Proc neverit na zázraky (1978, hang)
- Hodinárova svatební cesta korálovým morem (1979)
- Amadeus (1984)
- Dum U trí vlastovicek (1984, tv-film, hang)
- Budulínek Mandelinka (1984, tv-film, hang)
- Hófehérke és a törpék titka (Schneewittchen und das Geheimnis der Zwerge) (1992, tv-film)
- Království kvetin (1993, tv-film, hang)
- Chladné srdce (1996, tv-film)
- Cerná slecna slecna Cerná (2002, tv-film)